# LFG Roland D.VII
Le LFG Roland D.VII était un avion de chasse allemand monoplace, monomoteur et biplan, construit pendant la Première Guerre mondiale. Des problèmes de développement de son moteur V8 ont entravé sa production.

## Conception
Le D.VII était la réponse de Luft-Fahrzeug-Gesellschaft aux critiques continues sur ses précédents modèles de chasseurs, concernant la visibilité limitée du pilote vers l'avant et l'arrière. Les modèles D.V et D.VI avaient tenté de résoudre ce problème, mais sans grand succès. Comme la hauteur des moteurs en ligne Mercedes D.III et Benz Bz.IIIa utilisés par ces deux modèles faisait partie du problème, LFG a décidé d'installer sur le D.VII le nouveau moteur V8 Benz Bz.IIIb, d'abaisser les cylindres et de ménager un espace entre eux.
Hormis le moteur, le D.VII avait beaucoup de points communs avec le D.VI, en particulier avec la variante d'origine D.VIa. C'était un biplan avec des paires d'entretoises presque parallèles entre les plans, et des ailes à l'extrémité arrondies à corde presque constante, bien que moins décalées que sur le D.VI. L'aile supérieure était soutenue au-dessus du fuselage par une cabane de mâts. Cette aile était la seule à posséder des ailerons. Une petite découpe dans son bord de fuite au-dessus du cockpit améliorait la visibilité du pilote. 
L'empennage vertical était arrondi, avec un gouvernail de direction profond et large qui s'étendait sous le fuselage pour rencontrer une petite quille ventrale. Le fuselage était de construction monocoque dite Klinkerrumpf (corps à clin), avec de fines bandes d'épicea se chevauchant, recouvrant un cadre intérieur en bois blanc de section ovale. Le moteur était totalement enfoncé dans le nez et entraînait une hélice bipale. Le train d'atterrissage conventionnel du D.VII se composait de deux roues principales sur un essieu, soutenues par de longues entretoises en V sur le bas du fuselage, et une béquille de queue sur le bord d'attaque de la quille ventrale.
Les pilotes ont reconnu que le profil amélioré faisait passer la visibilité de médiocre sur le D.VI à excellente sur le D.VII. Au cours de son développement, le D.VII a reçu certaines des caractéristiques du D.VIb, comme des ailerons équilibrés. L'empennage a également été modifié pour adopter une forme proche de celui du D.VIb, avec une plus petite dérive et un gouvernail plus large équilibré. Le plan vertical de l'empennage a également été modifié : initialement placé au-dessus du fuselage, il a été abaissé à mi-hauteur.
Le développement du D.VII a été interrompu par des problèmes avec le moteur Benz, lui-même toujours en développement. Néanmoins, le D.VII a pris part à la deuxième compétition de chasseurs organisée en mai 1918. Finalement, les problèmes récurrents de moteur ont entraîné l'abandon du projet.
LFG a équipé un deuxième avion d'une version à réducteur du moteur Benz, le Benz Bz.IIIbm de 185 ch (138 kW). L'avion reçut la nouvelle désignation de LFG Roland D.VIII. Cet avion a également été engagé dans la deuxième compétition de chasseurs de type D, mais le rapport officiel le concernant le déclarait impropre à la production en série. Les raisons n'en étaient pas explicitées, mais ce moteur à réducteur, qui était encore au début de son développement, était connu pour provoquer de fortes vibrations.

## Variantes
D.VII
Muni d'un moteur à entraînement direct, 185 ch (138 kW) Benz Bz.IIIbo. Un exemplaire construit.
D.VIII
Muni d'un moteur à entraînement par réducteur Benz Bz.IIIbm. Un exemplaire construit.
D.XIII
Basé sur le D.VII, mais avec un moteur V8 à refroidissement par eau Körting Kg.III de 190 ch (142 kW). Le seul exemplaire a été volé pour la première fois en mai 1918. Les essais en vol ont révélé que le moteur n’était pas satisfaisant et il a été renvoyé à Körting pour modification, dans l'intention de le réinstaller. Cependant, la cellule du D.XIII dépourvue de moteur a été détruite dans l'incendie d'un hangar en juillet. Un exemplaire construit.
D.XIV
Identique au D.XIII, mais avec un moteur rotatif Goebel Goe.III 11 de 160 ch (119 kW). Il participa au second concours de chasseurs de type D en mai 1918, mais son moteur peu fiable le fit refuser pour la production en série. Un exemplaire construit.